# Білоярська сільська рада (Далматовський район)
Білоя́рська сільська рада (рос. Белоярский сельский совет) — сільське поселення у складі Далматовського району Курганської області Росії.
Адміністративний центр — село Білоярка 1-а.
Населення сільського поселення становить 868 осіб (2017; 965 у 2010, 1163 у 2002).

## Склад
До складу сільського поселення входять:
| Населений пункт    | Населення, осіб (2002) | Населення, осіб (2010) |
| ------------------ | ---------------------- | ---------------------- |
| Бараба, присілок   | 229                    | 190                    |
| Білоярка 1-а, село | 349                    | 309                    |
| Ольховка, присілок | 127                    | 106                    |
| Павелєво, присілок | 458                    | 360                    |